# Liga okręgowa (2014/2015)
Liga okręgowa 2014/2015 była 12. edycją rozgrywek oddzielnego szóstego poziomu ligowego piłki nożnej mężczyzn w Polsce w województwie zachodniopomorskim, które prowadzone były w 2 grupach. Mistrzowie i wicemistrzowie obu grup awansowali do IV ligi, gr. zachodniopomorskiej. Najsłabsze drużyny z obu grup spadły do odpowiedniej terytorialnie klasy okręgowej.

## Grupa koszalińska

### Drużyny
| Uczestnicy poprzedniej edycji                                                                                 | Uczestnicy poprzedniej edycji | Uczestnicy poprzedniej edycji | Uczestnicy poprzedniej edycji |
| --- | ----------------------------- | ----------------------------- | ----------------------------- |
| WBI | Wybrzeże Biesiekierz          | 3                             |                               |
| POL | Gryf Polanów                  | 4                             |                               |
| PDR | Piast Drzonowo                | 52                            |                               |
| GOS | Olimp Gościno                 | 6                             |                               |
| WIE | Wiekowianka Wiekowo           | 7                             |                               |
| MAL | Arkadia Malechowo             | 8                             |                               |
| KCZ | Korona Człopa                 | 9                             |                               |
| ZRK | Zryw Kretomino                | 10                            |                               |
| OZŁ | Olimp Złocieniec              | 11                            |                               |
| BA2 | Bałtyk II Koszalin            | 12                            |                               |
| DŚW | Drzewiarz Świerczyna          | 13                            |                               |
| Spadek z IV ligi 2013/2014                                                                                    |                               |                               |                               |
| grupa zachodniopomorska                                                                                       |                               |                               |                               |
| WSZ | Wielim Szczecinek             | 14                            |                               |
| Awans z klasy okręgowej 2013/2014                                                                             |                               |                               |                               |
| grupa Koszalin (południe)                                                                                     |                               |                               |                               |
| DD2 | Drawa II Drawsko Pomorskie    | 1                             |                               |
| HBB | Hubertus Biały Bór            | 2                             |                               |
| grupa Koszalin (północ)                                                                                       |                               |                               |                               |
| SŁA | Sława Sławno                  | 1                             |                               |
| VSI | Victoria Sianów               | 2                             |                               |
| LE2 | Leśnik II Manowo              | 31                            |                               |
| Oznaczenia: - kolumna pierwsza – skróty nazw drużyn, - kolumna trzecia – miejsce zajęte w poprzednim sezonie. |                               |                               |                               |

Objaśnienia:
1. Leśnik II Manowo w poprzednim sezonie występował pod nazwą GKS II Manowo.
2. Piast Drzonowo wycofał się po rundzie jesiennej.

### Tabela
| Lp. | Drużyna                     | M  | Z  | R  | P  | Bramki | Bramki | Różn. | Pkt | Uwagi                       | Bezpośrednio |
| --- | --------------------------- | -- | -- | -- | -- | ------ | ------ | ----- | --- | --------------------------- | ------------ |
| 1   | Wiekowianka Wiekowo (M) (A) | 30 | 19 | 7  | 4  | 69     | 34     | +35   | 64  | Awans do IV ligi            |              |
| 2   | Olimp Gościno (A)           | 30 | 19 | 3  | 8  | 92     | 46     | +46   | 60  | Awans do IV ligi            |              |
| 3   | Arkadia Malechowo           | 30 | 17 | 8  | 5  | 67     | 19     | +48   | 59  |                             |              |
| 4   | Wybrzeże Biesiekierz        | 30 | 14 | 10 | 6  | 59     | 38     | +21   | 52  |                             |              |
| 5   | Victoria Sianów             | 30 | 15 | 3  | 12 | 58     | 61     | −3    | 48  | VSI – SŁA 2:0 SŁA – VSI 3:3 |              |
| 6   | Sława Sławno                | 30 | 15 | 3  | 12 | 69     | 43     | +26   | 48  | VSI – SŁA 2:0 SŁA – VSI 3:3 |              |
| 7   | Zryw Kretomino2             | 30 | 14 | 5  | 11 | 46     | 39     | +7    | 47  | Drużyna wycofana            |              |
| 8   | Korona Człopa               | 30 | 14 | 3  | 13 | 57     | 54     | +3    | 45  |                             |              |
| 9   | Gryf Polanów                | 30 | 12 | 8  | 10 | 55     | 52     | +3    | 44  |                             |              |
| 10  | Hubertus Biały Bór          | 30 | 12 | 6  | 12 | 59     | 51     | +8    | 42  |                             |              |
| 11  | Bałtyk II Koszalin          | 30 | 11 | 5  | 14 | 63     | 69     | −6    | 38  |                             |              |
| 12  | Leśnik II Manowo            | 30 | 10 | 7  | 13 | 57     | 57     | 0     | 37  |                             |              |
| 13  | Wielim Szczecinek2          | 30 | 9  | 6  | 15 | 49     | 61     | −12   | 33  | Fuzja                       |              |
| 14  | Olimp Złocieniec2           | 30 | 7  | 7  | 16 | 48     | 85     | −37   | 28  |                             |              |
| 15  | Drawa II Drawsko Pomorskie3 | 30 | 8  | 3  | 19 | 46     | 88     | −42   | 27  | Drużyna rozwiązana          |              |
| 16  | Drzewiarz Świerczyna (S)    | 30 | 1  | 2  | 27 | 27     | 124    | −97   | 5   | Spadek do klasy okręgowej   |              |
| -   | Piast Drzonowo1             | 0  | 0  | 0  | 0  | 0      | 0      | 0     | 0   | Drużyna wycofana            |              |

## Grupa szczecińska

### Drużyny
| Uczestnicy poprzedniej edycji                                                                                 | Uczestnicy poprzedniej edycji | Uczestnicy poprzedniej edycji | Uczestnicy poprzedniej edycji |
| --- | ----------------------------- | ----------------------------- | ----------------------------- |
| PCW | Piast Chociwel                | 3                             |                               |
| PPŁ | Polonia Płoty                 | 4                             |                               |
| GAV | Gavia Choszczno               | 5                             |                               |
| DOB | Zorza Dobrzany                | 6                             |                               |
| PON | Pomorzanin Nowogard           | 7                             |                               |
| SLI | Stal Lipiany                  | 8                             |                               |
| FL2 | Flota II Świnoujście          | 91                            |                               |
| INA | Ina Ińsko                     | 10                            |                               |
| UDO | Unia Dolice                   | 11                            |                               |
| MOR | Morzycko Moryń                | 12                            |                               |
| Spadek z IV ligi 2013/2014                                                                                    |                               |                               |                               |
| grupa zachodniopomorska                                                                                       |                               |                               |                               |
| PEŁ | Kłos Pełczyce                 | 15                            |                               |
| ORA | Odrzanka Radziszewo           | 16                            |                               |
| Awans z klasy okręgowej 2013/2014                                                                             |                               |                               |                               |
| grupa Szczecin (południe)                                                                                     |                               |                               |                               |
| BPN | Błękit Pniewo                 | 1                             |                               |
| OSU | Orkan Suchań                  | 2                             |                               |
| grupa Szczecin (północ)                                                                                       |                               |                               |                               |
| JZA | Jeziorak Załom                | 1                             |                               |
| WEG | Sparta Węgorzyno              | 2                             |                               |
| Oznaczenia: - kolumna pierwsza – skróty nazw drużyn, - kolumna trzecia – miejsce zajęte w poprzednim sezonie. |                               |                               |                               |

Objaśnienia:
1. Flota II Świnoujście została wycofana po 24. kolejce.

### Tabela
| Lp. | Drużyna                 | M  | Z  | R  | P  | Bramki | Bramki | Różn. | Pkt | Uwagi                       | Bezpośrednio                |
| --- | ----------------------- | -- | -- | -- | -- | ------ | ------ | ----- | --- | --------------------------- | --------------------------- |
| 1   | Piast Chociwel (M) (A)  | 30 | 23 | 2  | 5  | 73     | 25     | +48   | 71  | Awans do IV ligi            |                             |
| 2   | Jeziorak Załom (A)      | 30 | 20 | 3  | 7  | 70     | 43     | +27   | 63  | Awans do IV ligi            |                             |
| 3   | Morzycko Moryń          | 30 | 14 | 11 | 5  | 52     | 34     | +18   | 53  |                             |                             |
| 4   | Pomorzanin Nowogard     | 30 | 15 | 5  | 10 | 49     | 33     | +16   | 50  |                             |                             |
| 5   | Zorza Dobrzany          | 30 | 11 | 14 | 5  | 64     | 44     | +20   | 47  | DOB – SLI 1:1 SLI – DOB 1:2 |                             |
| 6   | Stal Lipiany            | 30 | 14 | 5  | 11 | 55     | 41     | +14   | 47  | DOB – SLI 1:1 SLI – DOB 1:2 |                             |
| 7   | Kłos Pełczyce           | 30 | 13 | 5  | 12 | 43     | 45     | −2    | 44  | PEŁ – WEG 2:0 WEG – PEŁ 3:1 |                             |
| 8   | Sparta Węgorzyno        | 30 | 13 | 5  | 12 | 45     | 38     | +7    | 44  | PEŁ – WEG 2:0 WEG – PEŁ 3:1 |                             |
| 9   | Ina Ińsko               | 30 | 11 | 7  | 12 | 40     | 51     | −11   | 40  | INA – PPŁ 2:1 PPŁ – INA 1:3 |                             |
| 10  | Polonia Płoty           | 30 | 11 | 7  | 12 | 57     | 55     | +2    | 40  | INA – PPŁ 2:1 PPŁ – INA 1:3 |                             |
| 11  | Błękit Pniewo (S)       | 30 | 11 | 5  | 14 | 49     | 67     | −18   | 38  | Spadek do klasy okręgowej   |                             |
| 12  | Odrzanka Radziszewo (S) | 30 | 11 | 4  | 15 | 41     | 58     | −17   | 37  | Spadek do klasy okręgowej   |                             |
| 13  | Unia Dolice (S)         | 30 | 9  | 8  | 13 | 64     | 52     | +12   | 35  | Spadek do klasy okręgowej   |                             |
| 14  | Orkan Suchań (S)        | 30 | 6  | 6  | 18 | 33     | 79     | −46   | 24  | Spadek do klasy okręgowej   | OSU – GAV 3:1 GAV – OSU 1:2 |
| 15  | Gavia Choszczno (S)     | 30 | 6  | 6  | 18 | 43     | 67     | −24   | 24  | Spadek do klasy okręgowej   | OSU – GAV 3:1 GAV – OSU 1:2 |
| 16  | Flota II Świnoujście1   | 30 | 5  | 1  | 24 | 33     | 79     | −46   | 16  | Drużyna wycofana            |                             |